# 石井町立浦庄小学校
石井町立浦庄小学校（いしいちょうりつ うらしょうしょうがっこう）は、徳島県名西郡石井町浦庄字下浦にある公立小学校。

## 沿革
- 1874年（明治7年） - 下浦尋常小学校として開校。
- 1902年（明治35年）4月 - 高等科を併置し、下浦尋常高等小学校と改称。
- 1932年（昭和7年）8月 - 浦庄尋常高等小学校と改称。
- 1941年（昭和16年）4月1日 - 浦庄国民学校と改称。
- 1947年（昭和22年）4月1日 - 浦庄村小学校と改称。
- 1950年（昭和25年）4月 - 名西郡浦庄小学校と改称。
- 1955年（昭和30年）3月31日 - 名西郡浦庄村が同郡石井町へ編入されたのに伴い、石井町立浦庄小学校と改称。
- 1963年（昭和38年）10月12日 - プール竣工。
- 1967年（昭和42年）2月11日 - 校歌制定。
- 1975年（昭和50年）3月2日 - 創立100周年記念式典を挙行。
- 1997年（平成9年）4月19日 - 制服を冬服から試験的に自由化し、この日から完全自由化。

## 通学区域
- 石井町
  - 浦庄

卒業生は基本的に石井町立高浦中学校へ進学する。

## 周辺
- 浦庄郵便局
- 国道192号
- 飯尾川

## アクセス
- JR徳島線下浦駅から西へ400m。
- 徳島バス浦庄中にて下車。
- 徳島県道240号西麻植下浦線沿い。

## 通学区域が隣接している学校
- 石井町立高原小学校
- 石井町立高川原小学校
- 石井町立石井小学校
- 神山町立広野小学校
- 吉野川市立牛島小学校